# 牧野幹男
牧野 幹男（まきの みきお、1926年（大正15年） - 2014年5月30日）は、日本の医学者・医師。医学博士（北海道大学）。専門は内科学・臨床病理学。元市立名寄短期大学学長。

## 経歴
北海道小樽市出身。1950年北海道大学臨時附属医学専門部卒業後、同医学部助手。その後、北海道大学病院助教授。北海道大学医学部教授。1989年北海道大学停年退官。同名誉教授。旭川医科大学臨床検査医学講座教授。
1991年旭川医科大学退官。市立名寄短期大学学長に就任。1999年市立名寄短期大学退官。
1956年 北海道大学より医学博士の学位を取得、論文の題は「ワイラス性疾患の血漿中に存在する発熱物質に関する研究(英文)」。

## 受賞歴
日本医師会賞

## 主要論文
- 『酸素電極を用いる"Closing Volume"測定法--Resident gas法の変法』（共同執筆, 臨床病理 24号, 1976年）
- 『悪性胸・腹水におけるCEA濃度の診断的意義--細胞診との対比』（共同執筆, 臨床病理 29号, 1981年）
- 『人と寄生虫 : アレルギーとアネルギー』（道北地域研究所年報12号, 1994年）